# Дзоциев, Борис Николаевич
Борис Николаевич Дзоциев (1920—1983) — советский военный деятель и педагог, генерал-лейтенант, кандидат военных наук. Начальник  ВЦОК ГО СССР (1976—1980).

## Биография
Родился 18 июня 1920 года в городе Владикавказе в рабочей семье.
В 1939 году до призыва в ряды РККА работал механиком на промышленном предприятии. С 1939 по 1941 год проходил обучение в Орджоникидзевском пехотное училище, которое окончил с отличием. С 1941 по 1942 год — командир взвода и роты курсантов Грозненского пехотного училища.
С 1942 года участник Великой Отечественной войны в качестве командира роты 
Грозненского курсантского полка, воевал на Сталинградском фронте, был ранен.
С 1942 по 1943 год — заместитель командира Отдельного гвардейского учебного батальона по строевой части, командир пулемётного батальона и помощник начальника оперативного отдела 49-й гвардейской стрелковой дивизии 13-го гвардейского стрелкового корпуса, был участником Курской битвы и Донбасской операции, в ходе которой получил тяжёлое ранение. С 1943 по 1945 год служил в составе 7-го гвардейского механизированного корпуса в должностях командира 1-го мотострелкового батальона 25-й гвардейской механизированной бригады,  начальник штаба полка и заместитель командира 26-й гвардейской механизированной бригады, воевал на 1-м Украинском фронте, участник Битвы за Днепр, Корсунь-Шевченковской, Днепровско-Карпатской, Сандомирско-Силезской, Нижне-Силезской и Берлинской наступательных операциях, получив в третий раз ранение.
С 1945 по 1947 год служил в составе Группы советских войск в Германии в должности командира полка, одновременно обучался в Ленинградской ордена Ленина Краснознамённой высшей офицерской школе бронетанковых и механизированных войск. С 1947 по 1950 год обучался на командном факультете Военной академии бронетанковых войск, которую окончил с отличием. С 1950 года служил в составе Прибалтийского военного округа: с 1950 по 1962 год — командир полка и начальник штаба дивизии. С 1962 по 1967 год — командир 31-й гвардейской стрелковой дивизии. С 1967 по 1970 год — первый заместитель командующего 11-й гвардейской армии.
С 1970 по 1973 год — советник командующего военным округом и армии Объединённой Арабской Республики. С 1973 по 1975 год — заместитель командующего Среднеазиатским военным округом. С 1975 по 1980 год — начальник Высших центральных офицерских курсов ГО СССР.
Скончался 18 апреля 1983 года в Москве.

## Высшие воинские звания
- Генерал-майор (13.04.1964)
- Генерал-лейтенант (6.05.1972)[7]

## Награды, звания
- два ордена Красного Знамени
- орден Отечественной войны II степени
- три ордена Красной Звезды
- Орден «За службу Родине в Вооруженных Силах СССР» III степени
- Медаль «За оборону Сталинграда»
- Медаль «За боевые заслуги»[1][2][3][4]